# MAYA-Prinzip
Das MAYA-Prinzip kommt aus der Marktpsychologie und wird insbesondere in der Werbebranche oft zitiert. MAYA ist ein Apronym und steht für: Most Advanced Yet Acceptable (sinngemäß: Das Neuartigste, das noch akzeptabel ist). Das Prinzip wird dem französisch-amerikanischen Industriedesigner Raymond Loewy zugeschrieben.

## Werbung
In der Werbung spielt das Erregen von Aufmerksamkeit eine elementare Rolle. Man versucht dies etwa, indem man Neugier durch „Neuartigkeit“ weckt und so Aufmerksamkeit erzielt. Eine andere Methode um Aufmerksamkeit zu erzielen, ist es, erschreckende oder gar abschreckende Elemente einzusetzen. Auch Dinge, die zu neuartig sind, können abschreckend sein.
So betrachtet, stellt das MAYA-Prinzip eine Art Mittelweg dar: „Mache etwas möglichst Neues. Gehe so weit wie möglich, aber achte darauf, dass es noch akzeptabel ist und nicht abschreckt.“

## Produktdesign
Auch beim Produktdesign wird das MAYA-Prinzip oft zugrunde gelegt: Beim Entwerfen eines Produktes muss oft entschieden werden, inwieweit man dem Konsumenten etwas völlig Neues oder lieber etwas Gewohntes bieten möchte. Auch hier ist das MAYA-Prinzip ein Kompromiss: „Sei so innovativ wie möglich, aber schrecke niemanden ab.“